# Ronald Battenhausen
Ronald Battenhausen (* 29. Januar 1945 in Birstein) ist ein deutscher Politiker (SPD) und ehemaliger Abgeordneter des Hessischen Landtags.
Ronald Battenhausen schloss sein Studium der Volkswirtschaftslehre als Diplom-Volkswirt ab und arbeitete als Fachreferent beim Vorstand der IG Bau-Steine-Erden. Bei der Landtagswahl in Hessen 1991 wurde er im Wahlkreis Main-Kinzig I in den Landtag gewählt, dem er zunächst vom 5. April 1991 bis zum 4. April 1995 angehörte. Bei der Landtagswahl in Hessen 1995 gelang ihm der Wiedereinzug in den Landtag zunächst nicht. Er rückte aber am 5. Oktober 1998 für Rita Streb-Hesse in den Landtag nach und schied dort am 4. April 1999 endgültig aus.